# VR-Bank Ostbayern-Mitte
Die VR-Bank Ostbayern-Mitte eG ist eine deutsche Genossenschaftsbank mit Sitz im bayerischen Straubing.

## Geschichte

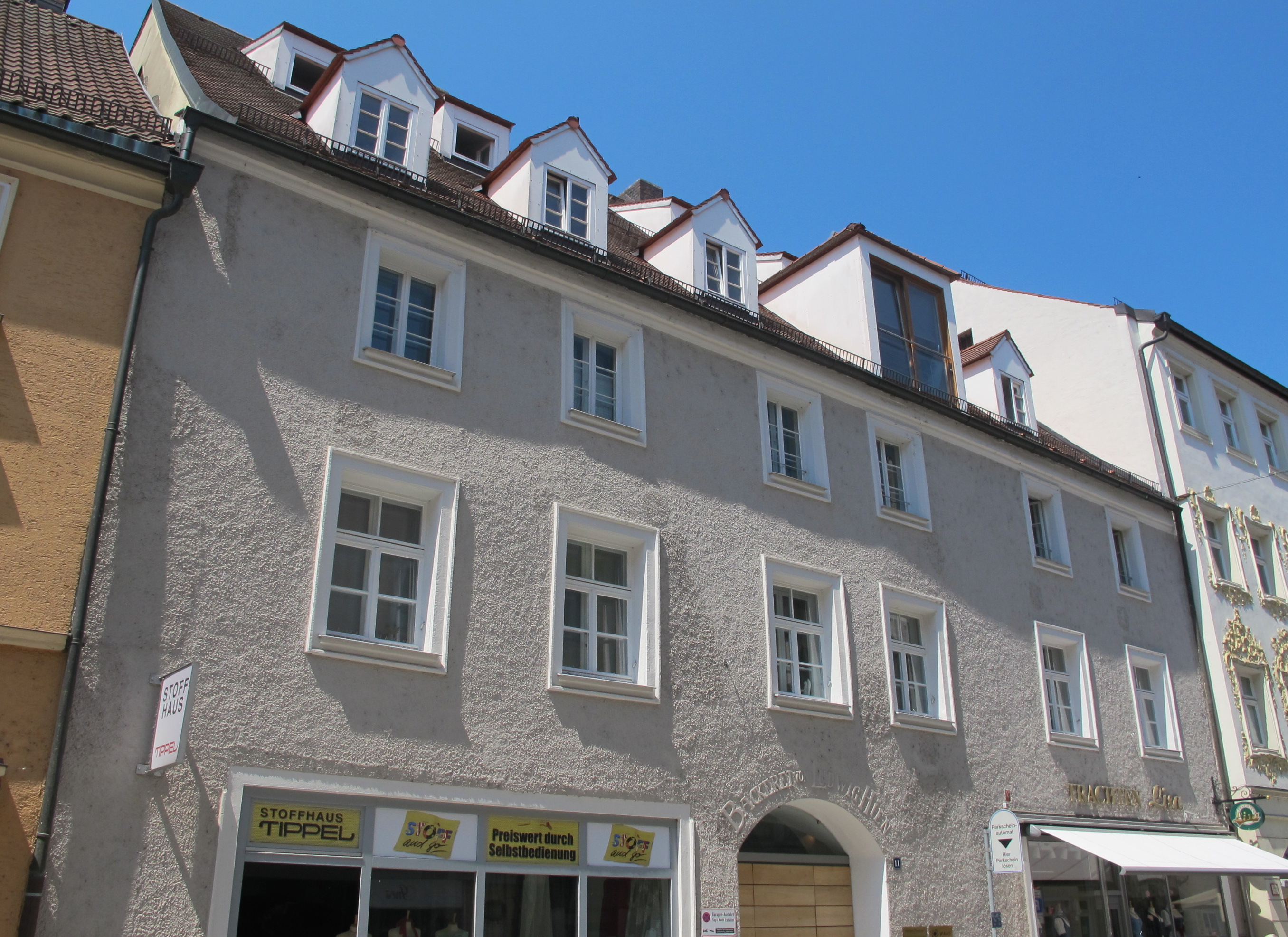
Fraunhoferstraße 11;
hier waren die Geschäftsräume von 1907 bis 1937

Am 19. Juni 1904 wurde die Volksbank Straubing von 17 Straubinger Bürgern im Saal der Dietl’schen Brauerei als „Straubinger Handwerker-Kreditgenossenschaft“ zur Beschaffung der im Gewerbe und Wirtschaft der Mitglieder nötigen Geldmittel gegründet. Ab 1911 firmierte die Bank als Gewerbebank, ehe der Name 1964 in Volksbank geändert wurde.
Die Geschäftsräume waren im Jahr 1904 im Haus des Schlossermeisters und Vorstandsmitglied Jakob Fischer in der Burggasse 16 untergebracht. Als tägliche Geschäftszeit genügte damals eine Stunde. Das Bankgeschäft wurde ab 1907 in einem städtischen Gebäude in der Fraunhoferstraße 11 abgewickelt. 1936 wurde dann das jetzige Geschäftshaus am Ludwigsplatz gekauft und nach Renovierung am 26. September 1937 bezogen. Seit der Gründung bis 1946 war Josef Schefbeck Mitglied des Aufsichtsrats.
Im Jahr 2020 fusionierte die Volksbank Straubing mit der Volksbank-Raiffeisenbank Dingolfing eG mit dem Sitz in Dingolfing. Die Firma der Bank lautet seither VR-Bank Ostbayern-Mitte eG.

## Konzern
Zum Konzern gehören drei weitere Unternehmen:
- Die heutige CB Bank GmbH wurde am 18. November 1971 als VOBA Finanzierungs-Gesellschaft mbH gegründet. Sie bietet vor allem Factoring und Kreditgeschäfte an.
- Die VOBA Immobilien Ostbayern GmbH wurde 1980 gegründet und ist seit mehr als  20 Jahren Mitglied im Immobilienverband Deutschland.
- Die VOBA Versicherungsdienst GmbH wurde am 3. November 1971 gegründet und vermittelt und betreut Personen- und Sachversicherungen.

## Kritik
Mediale Kritik gab es im Jahr 1997 zur Praxis der Lohnsteuervorfinanzierung durch die bundesweit tätige Tochtergesellschaft CB Credit-Bank GmbH, die ab 2011 zur CB Bank GmbH umfirmierte.